# Hugo Erikowitsch Jalawa
Hugo Erikowitsch Jalawa (* 3. Februar 1874 in St. Petersburg; † 28. April 1950 in Petrosawodsk) war ein Lokomotivführer und Träger administrativer Aufgaben in der Kommunistischen Partei der Sowjetunion (KPdSU). Seine Bekanntheit rührt von den Ereignissen der Russischen Revolution her, als er Wladimir Iljitsch Lenin im Juli 1917 dabei half, aus Finnland zu fliehen und kurz vor der Oktoberrevolution wieder nach St. Petersburg zurückzukehren.

## Leben

### Familie und Berufstätigkeit
Hugo Erikovitsch Jalawa wurde am 3. Februar 1874 in Sankt Petersburg geboren. Über seine Kindheit ist wenig bis nichts bekannt, da viele Aufzeichnungen im Zweiten Weltkrieg sowie im Russischen und Finnischen Bürgerkrieg verloren gingen.
Im Jahr 1889 arbeitete Jalawa als Drechsler in einer Fabrik, aus der er als „unzuverlässig“ entlassen wurde. 1898 bekam er Arbeit als Heizkesselreiniger und später Heizer im Depot des Finnländischen Bahnhofs in St. Petersburg, bis er 1901 assistierender Lokführer wurde und weitere drei Jahre später Lokführer.
Jalawa heiratete 1903 die Arbeiterin Lydia Germanovna Jalawa (1886–1975). Gemeinsam adoptierten sie drei Waisenmädchen.

### Politische und revolutionäre Arbeit
In den Jahren der ersten Russischen Revolution (1905–1907) beteiligte sich Hugo Jalawa sehr aktiv an der Arbeit der Eisenbahnergewerkschaft und verteidigte entschieden die Interessen der Arbeiter. Im Herbst 1905, während des politischen Generalstreiks im Oktober, war Jalawa Vorsitzender des Eisenbahnstreikkomitees. Er transportierte wiederholt Parteimitglieder, Geld, Waffen und illegale Literatur über die finnische Grenze. Ab 1907 wurden in seiner Wohnung „verschwörerische“ Parteiaktionen organisiert.
Jalawa war von 1906 bis 1917 Mitglied der Sozialdemokratischen Partei Finnlands.

### Russische Revolution

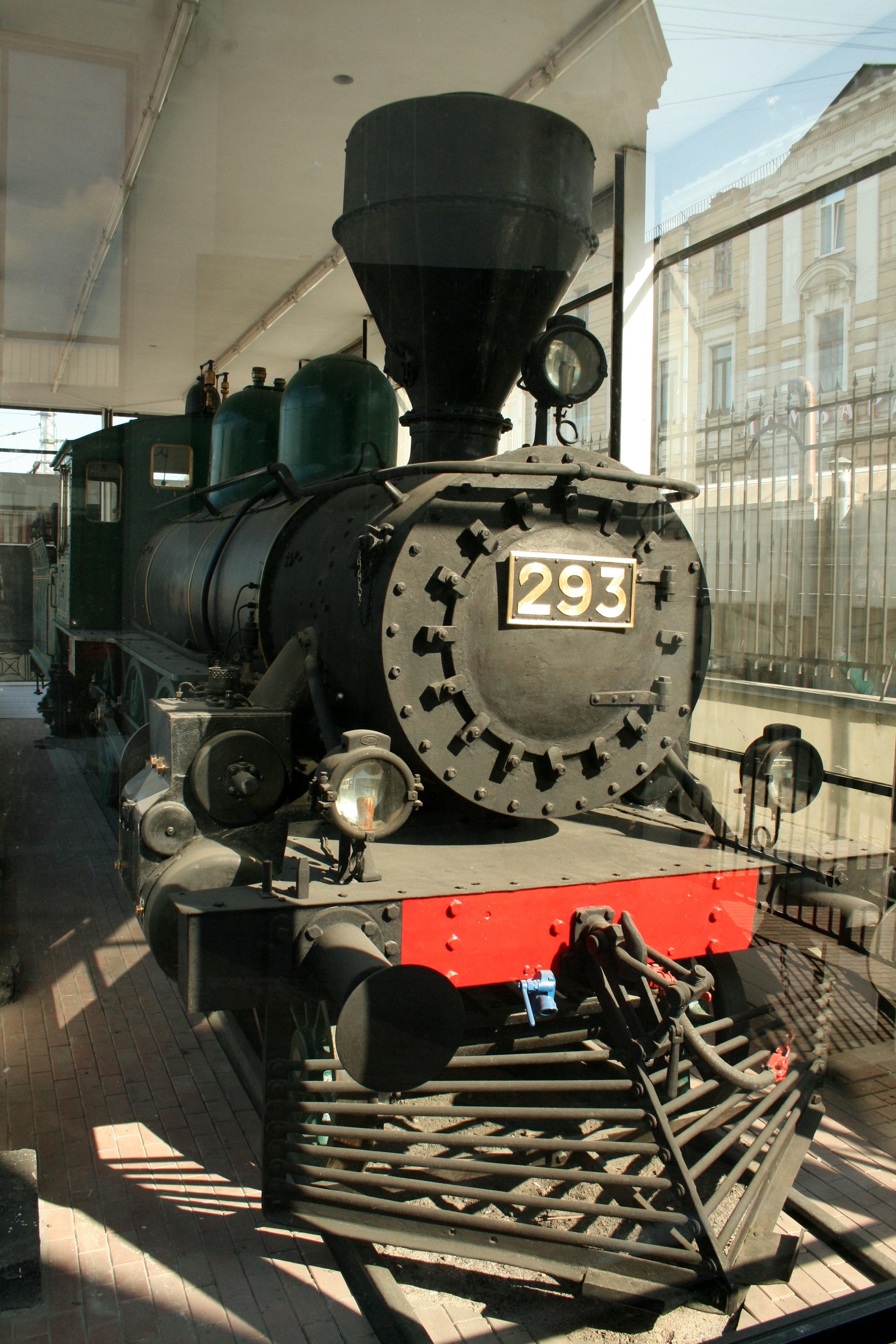
H2 293 als Denkmallokomotive im Finnischen Bahnhof in St. Petersburg

Nach den Ereignissen im Juliaufstand 1917 transportierte Jalawa mit der Dampflokomotive H2 293 zweimal Lenin illegal über die finnische Grenze, der so, als Heizer getarnt, den Grenzpatrouillen entgehen konnte. Von August bis September unterhielt das Zentralkomitee der Sozialdemokratischen Arbeiterpartei Russlands (SDAPR) über Jalawa eine schriftliche Kommunikation mit Lenin. Am 14. Oktober 1917 hielt Lenin in der Wohnung von Jalawa in St. Petersburg ein Treffen mit den führenden Arbeitern der Partei und militanten Organisationen unter dem Zentralkomitee der SDAPR über die Vorbereitungen für einen bewaffneten Aufstand ab.
1918 nahm Jalawa an der finnischen Arbeiterrevolution teil und war Sekretär des Außenministeriums der revolutionären Regierung. Nach der Niederlage der Revolution kehrte er nach St. Petersburg (damals Petrograd) zurück. Er arbeitete als Leiter des Büros des Sekretariats für die Unterstützung der finnischen Flüchtlinge, die von der revolutionären Regierung Finnlands geschaffen wurden, und dann im Volkskommissariat für Nationalitäten. In den Jahren des Russischen Bürgerkriegs kehrte er zur Eisenbahn zurück und arbeitete als Fahrlehrer und leitender Beamter im Depot.

### Weiteres Leben und Tätigkeiten
1921 wurde Jalawa wegen falscher Denunziation verhaftet, aber auf persönliche Anweisung von Lenin wieder freigelassen.
Ab 1925/26 war Jalawa Mitglied der Kommunistischen Partei der Sowjetunion (Bolschewiki). 1930 wurde er in die Autonome Karelische SSR geschickt, arbeitete im Apparat des Zentralen Exekutivkomitees und dann im Rat der Volkskommissare der Karelischen ASSR.
Während des Deutsch-Sowjetischen Krieges (1941–1945) arbeitete Jalawa bei der Verwaltung der Swerdlowsker Eisenbahn.
1947/48 kehrte er nach Petrosawodsk zurück. Ab 1947 arbeitete er im Ministerrat der Karelo-Finnischen SSR. In den letzten Jahren seines Lebens lebte Jalawa in Petrosawodsk im Haus Nr. 13 in der Leninstraße. Er starb 1950. Jalawa wurde auf dem Neglinsky-Friedhof von Petrosawodsk beigesetzt.
1974 wurde er in die Ehrenbestattungsstätte des Friedhofs Sulaschgorsk in Petrosawodsk umgebettet.

## Auszeichnungen
- Für revolutionäre und arbeitsrechtliche Verdienste (40. Jahrestag der Arbeitstätigkeit) wurde Jalawa am 30. November 1931 der Titel des Helden der sozialistischen Arbeit verliehen.
- 1948, zum 25. Jahrestag der Autonomen Sozialistischen Sowjetrepublik Karelien, wurde ihm der Lenin-Orden verliehen.

## Erinnerung

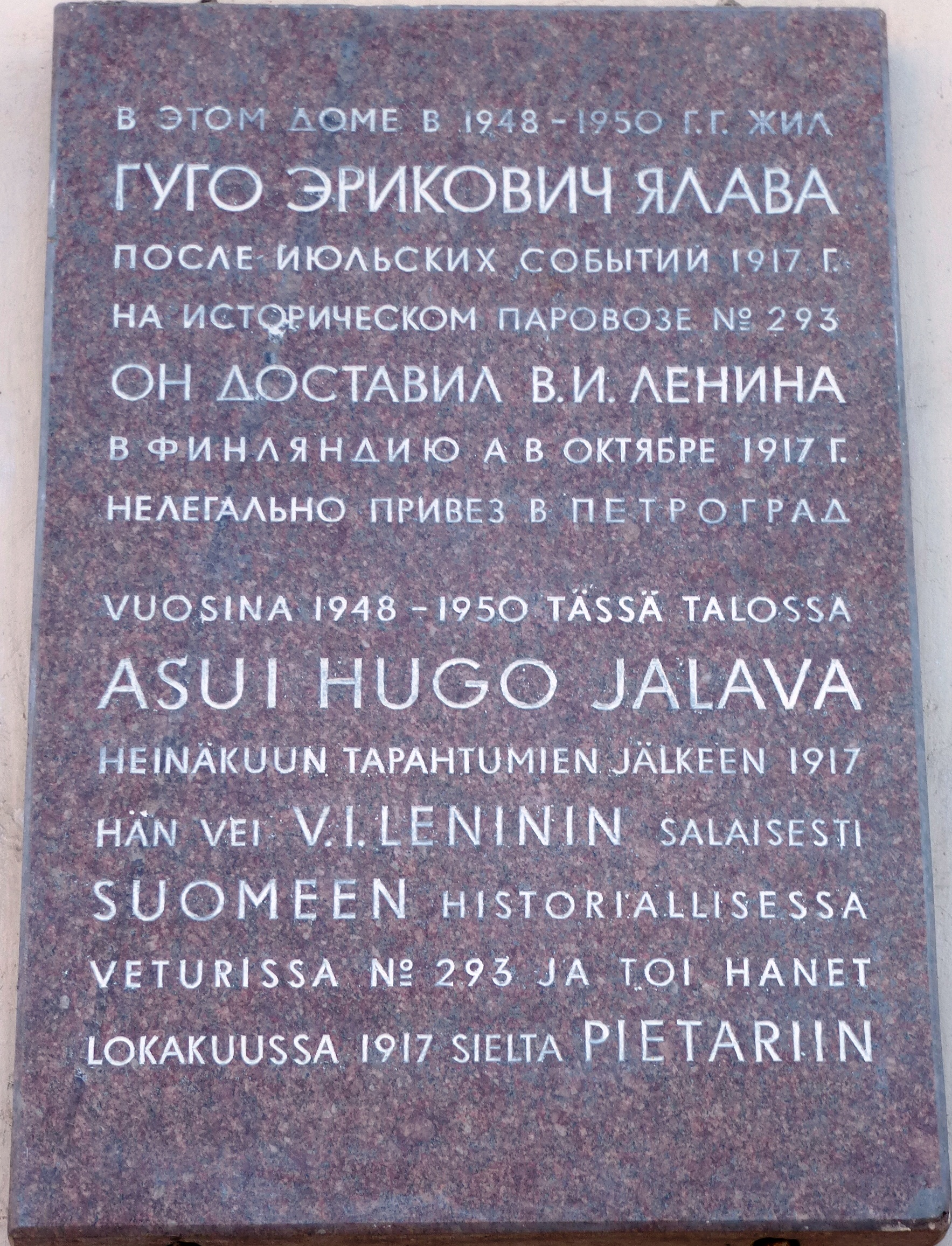
Gedenktafel für Jalawa in Petrosawodsk

- 1970 wurde am Haus in der Leninstraße 13 in Petrosawodsk eine Gedenktafel aus rosafarbenem Granit aus Ladoga mit russischem und finnischem Text angebracht. Die Inschrift auf der Tafel lautet sinngemäß: „In diesem Haus lebte Hugo Erikowitsch Jalawa in den Jahren 1948–1950. Nach den Ereignissen im Juli 1917 brachte er V. I. Lenin mit der historischen Dampflokomotive Nr. 293 nach Finnland und im Oktober 1917 illegal nach Petrograd.“[6]

- Die Wiener Band Schmetterlinge hat ihm im bekanntesten Titel der  Proletenpassion (1977) ein musikalisches Denkmal gesetzt. Im "Jalava-Lied" schildert sie, wie er 1917 Lenin auf seiner Lokomotive nach St. Petersburg schmuggelte.